# I död mans spår
I död mans spår ist ein schwedischer Western, den Produzent Mats Helge Olsson 1975 inszenierte. Der Film erhielt bislang keine Aufführung im deutschsprachigen Raum.

## Inhalt
Tom ist ein alter Goldgräber, auf dessen Fährte sich Dick Logan und seine Leute gesetzt haben. In Carson City kann Tom eine Karte hinterlegen, die seine Tochter Isabella zum Gold führen soll; er wird bald darauf von Logan und seiner Bande umgebracht. Er kann Isabella noch zuflüstern, seinen alten Freund Ben um Hilfe zu fragen. Dieser verspricht ihr auch, sie zu beschützen und zur Mine führen zu wollen. Mit einer Gruppe von alten Freunden kann er Logans Leute einen nach dem anderen auf dem Weg zum Gold ausschalten, doch auch die Gruppe wird mehr und mehr dezimiert. Als das Gold gefunden wird, bleiben nur Ben und Isabella, die es gemeinsam investieren wollen.

## Kritik
Der sehr seltene, sehr niedrig budgetierte Film wird in einigen Foren als „äußerst schlecht“ bezeichnet.

## Bemerkungen
Der Film wurde in den Wäldern von Småland gedreht. Der internationale Titel lautet Dead man's trail.